# فرودگاه پوینتس نورث لندینگ
فرودگاه پوینتس نورث لندینگ (به انگلیسی: Points North Landing Airport) یک فرودگاه همگانی با کد یاتا YNL است که یک باند فرود شن دارد و طول باند آن ۱۷۸۲ متر است. این فرودگاه در کشور کانادا قرار دارد و در ارتفاع ۴۹۰ متری از سطح دریا واقع شده است.

## شرکت‌های هواپیمایی و مقصدهای پروازی
| شرکت‌های هواپیمایی                       | مقصدهای پروازی                                                                                                  |
| --------------------------------------- | --- |
| پورنتو ایرویز اجرا توسط وست ویند اوییشن | بیکر لیک، لا رونژ، پرینس آلبرت، رانکین اینلت، ساسکاتون جان گ. دیفنبکر، استونی رپیدز، شهر اورانیوم، وولاستون لیک |
| ترنس‌وست ایر                             | لا رونژ، پرینس آلبرت، ساسکاتون جان گ. دیفنبکر، رجاینا                                                           |